# Mark Sheehan
Mark Anthony Sheehan (nascido Marc Anthony Sheehan, 29 de outubro de 1976 - 14 de abril de 2023) foi um cantor irlandês, compositor, guitarrista e produtor. Ele era o guitarrista da banda de indie rock The Script.

## Biografia
Sheehan nasceu em Monte Brown na área das liberdades de Dublin. Ele era um ex-membro da boyband MyTown. Ambos Sheehan e O'Donoghue estiveram envolvidos na produção de duas faixas incluídas no álbum Peter André. O longo caminho de volta sob o nome M.A.D Notes antes de seguirem suas próprias carreiras como músicos. Ele tinha uma esposa, Rina Sheehan, e tinham filhos juntos.

### Morte
Sheehan morreu no hospital em 14 de abril de 2023, aos 46 anos, após uma breve doença.